# Encryphia acornuta
Encryphia acornuta är en fjärilsart som beskrevs av Holloway 1979. Encryphia acornuta ingår i släktet Encryphia och familjen mätare. Inga underarter finns listade i Catalogue of Life.